# Leucopoieză
Leucopoieza este o formă de hematopoieză, în care are loc formarea leucocitelor în măduva hematogenă, aflată în oase la adult și în organe hematopoietice la făt. 
Leucocitele, precum toate celulele sanguine, sunt formate din diferențierea celulelor stem pluripotente hematopoietice, care dau naștere la mai multe linii de celule cu potențial de diferențiere din ce în ce mai mic pe parcursul maturării. Aceste linii de celule, sau colonii, sunt progenitori ai celor două grupuri principale de leucocite, mielocite și limfocite.